# Dominique Bouhours
‎Dominique Bouhours, francoski jezuit, literarni kritik, prevajalec, pedagog in filozof, * 1628, Pariz, † 27. maj 1702, Pariz.
Bouhours je deloval na Jezuitskem kolegiju v Clermontu in v Toursu.
Njegova najpomembnejša dela so bila:
- La Manière de bien penser sur les ouvrages d'esprit (1687),
- Doutes sur la langue française (1674)
- Vie de Saint Ignace de Loyola (1679),
- Vie de Saint Francois Xavier (1682) in
- prevod Nove zaveze v francoščino (1697).